# II Drużynowy Puchar Świata w szachach korespondencyjnych
II. Drużynowy Puchar Świata w szachach korespondencyjnych jest rozgrywany przez stronę Międzynarodowa Federacja Szachowej Gry Korespondencyjnej.
Zawodnicy i zawodniczki grały tempem typu Triple Block dla turnieju trwającego 302 dni, z początkową rezerwą (w banku) 51 dni oraz inkrement (ilość dni dodawana po każdym posunięciu ale tylko przez pierwsze 50 posunięć) wynoszący 1 dzień.

## Uczestnicy
W turnieju wystartowało 27 drużyn z 39 federacji, w tym Polska.
| Drużyny uczestniczące w II DPŚ |
| --- |
| * Adria United (Zawodnicy z Chorwacja i Słowenia) - Argentyna - Austria - Beneluks (Zawodnicy z Belgia, Holandia, Luksemburg) - Brazylia - Bułgaria - Celtic Nations (Zawodnicy z Szkocja i Walia) - Kuba - Czechy - Anglia - Finlandia - Francja - Niemcy - Indie - Isolated Players (Zawodnicy z Algieria, Białoruś, Egipt, Grecja, Kazachstan, Kolumbia i Rosja) - Włochy - Meksyk - Norwegia - Filipiny - Polska - Portugalia - Rumunia - Słowacja - Hiszpania - Szwajcaria - Ukraina - Stany Zjednoczone |

## 1 Runda

### Grupa 1
| Lp. | Drużyna           | M | Z | R | P | DPkt | Kwalifikacja |  | Anglia | Argentyna | Stany Zjednoczone |
| --- | ----------------- | - | - | - | - | ---- | ------------ |  | ------ | --------- | ----------------- |
| 1   | Anglia            |   |   |   |   |      |              |  |        |           |                   |
| 2   | Argentyna         |   |   |   |   |      |              |  |        |           |                   |
| 3   | Stany Zjednoczone |   |   |   |   |      |              |  |        |           |                   |

### Grupa 2
| Lp. | Drużyna  | M | Z | R | P | DPkt | Kwalifikacja |  | Brazylia | Indie | Ukraina |
| --- | -------- | - | - | - | - | ---- | ------------ |  | -------- | ----- | ------- |
| 1   | Brazylia |   |   |   |   |      |              |  |          |       |         |
| 2   | Indie    |   |   |   |   |      |              |  |          |       |         |
| 3   | Ukraina  |   |   |   |   |      |              |  |          |       |         |

### Grupa 3
| Lp. | Drużyna   | M | Z | R | P | DPkt | Kwalifikacja |  | Finlandia | Francja | Polska |
| --- | --------- | - | - | - | - | ---- | ------------ |  | --------- | ------- | ------ |
| 1   | Finlandia |   |   |   |   |      |              |  |           |         |        |
| 2   | Francja   |   |   |   |   |      |              |  |           |         |        |
| 3   | Polska    |   |   |   |   |      |              |  |           |         |        |

### Grupa 4
| Adria United |  | Meksyk |

### Grupa 5
| Austria |  | Hiszpania |

### Grupa 6
| Kuba |  | Słowacja |

### Grupa 7
| Beneluks |  | Filipiny |

### Grupa 8
| Bułgaria |  | Niemcy |

### Grupa 9
| Isolated Players |  | Szwajcaria |

### Grupa 10
| Portugalia |  | Rumunia |

### Grupa 11
| Norwegia |  | Włochy |

### Grupa 12
| Celtic Nations |  | Czechy |

## Skład Polski
| Stolik | Tytuł  | Zawodnik               | [ 1 ] | [ 1 ] | [ 2 ] | [ 2 ] |
| ------ | ------ | ---------------------- | ----- | ----- | ----- | ----- |
| 1      | SIM    | Krzyżanowski, Wojciech |       |       |       |       |
| 2      | IM     | Sławiński, Tomasz      |       |       |       |       |
| 3      | CCM    | Fałatowicz, Piotr      |       |       |       |       |
| 4      | SIM(C) | Szerlak, Andrzej       |       |       |       |       |
| 5      | SIM    | Staniszewski, Jerzy    |       |       |       |       |
| 6      | IM     | Woźnica, Mirosław      |       |       |       |       |
| 7      | CCM    | Fiedor, Paweł          |       |       |       |       |
| 8      | IM     | Jasiński, Mirosław     |       |       |       |       |
| 9      | CCM    | Góreczny, Grzegorz     |       |       |       |       |
| 10     | IM     | Wójcik, Wiesław        |       |       |       |       |
| 11     | CCM    | Węglicki, Sławomir     |       |       |       |       |
| 12     | CCM    | Kurowski, Andrzej      |       |       |       |       |
| 13     |        | Mańczuk, Dominik       |       |       |       |       |
| 14     | IM     | Bugała, Oskar          |       |       |       |       |
| 15     |        | Sęczek, Krzysztof      |       |       |       |       |
| 16     | CCM    | Grabowski, Tomasz      |       |       |       |       |
| 17     | CCM    | Szulc, Stanisław       |       |       |       |       |
| 18     | CCM    | Kolanek, Roman         |       |       |       |       |
| 19     | CCE    | Piec, Patryk           |       |       |       |       |
| 20     | CCE    | Agaciński, Tadeusz     |       |       |       |       |